# Pirata canadensis
Pirata canadensis är en spindelart som beskrevs av Charles Denton Dondale och James H. Redner 1981. Pirata canadensis ingår i släktet Pirata och familjen vargspindlar. Inga underarter finns listade i Catalogue of Life.